# George Sears
George Sears es el nombre real de Solidus Snake, un personaje villano de la saga de videojuegos Metal Gear.
Fue uno de los nueve clones de Big Boss, resultados del proyecto "Les Enfants Terribles". De éstos ocho, sólo tres sobrevivieron: Solidus Snake, Liquid Snake y Solid Snake.
George Doe Sears (Solidus Snake) fue seleccionado por Los Patriots para asumir el cargo de presidente de los Estados Unidos, pero fue destituido por comenzar a comportarse de forma libre, tomando sus propias decisiones e ignorando las órdenes de Los Patriots. La primera vez que el jugador conoce de la existencia de este personaje es al final del videojuego Metal Gear Solid, en el que al final, tras acabar los créditos, se puede escuchar a Revolver Ocelot manteniendo una conversación telefónica con él, llamándolo "Sr. Presidente".
George Sears/Solidus Snake fue el que más se parecía al Big Boss, hasta el punto de compartir su misma idea de vivir libremente, sin estar bajo el influjo de Los Patriots, del mismo modo de Big Boss hizo con Outer Heaven y Zanzibar Land.
George Sears/Solidus Snake fue eliminado por Raiden en Metal Gear Solid 2: Sons of Liberty en un combate a muerte con espadas en lo alto del Federal Hall de New York.
- Datos: Q5877934